# 72e groupe de reconnaissance de division d'infanterie
Le 72e groupe de reconnaissance de division d'infanterie (72e GRDI) est une unité militaire française créée en 1939 et rattachée à la 2e division d'infanterie coloniale. 

## Historique du72eGRDI

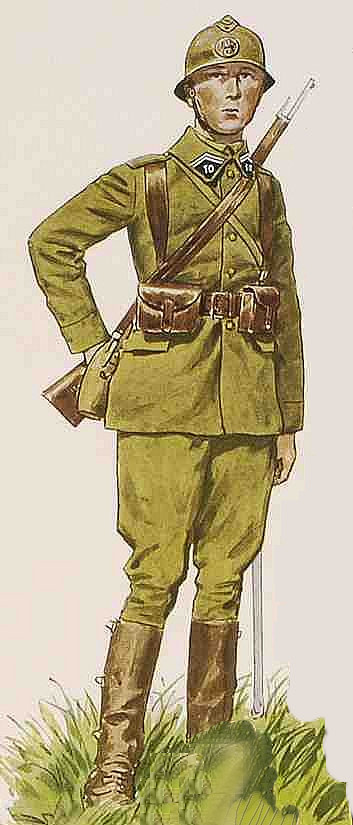
Uniforme du 10e dragons en 1939, tel que porté initialement au 5e GRDI.

il est créé en 1939 par le 10e régiment de dragons de Tarascon et Centre Mobilisateur de Cavalerie no 15 d'Orange. 
Il stationne sur la frontière italienne jusqu'au 10 juin 1940. Il fait partie de la défense les ponts de l'Yonne où il subit des pertes par bombardement aérien.  Il se replie ensuite sur le Loire et livre un ultime combat à Vierzon le 20 juin.

## Ordre de bataille
- Commandement : Lieutenant-Colonel Cros-Mayrevielle puis capitaine Augère à partir du 15  juin 1940)[1]
- Adjoint : Capitaine Germanique[1]
- Escadron Hors Rang : Capitaine de Rodez-Benavent[1]
- Escadron Hippomobile : Capitaine Augère[1]
- Escadron Motorisé : Capitaine Guis[1]
- Escadron Mitrailleuses et Canons de 25 antichar : Capitaine de Saint-Vincent[1]